# هبة تشرين 2012
هبّة تشرين هي جزء من الاحتجاجات والمظاهرات الغاضبة التي شهدها الأردن عام 2011 لتحقيق الإصلاح السياسي والاقتصادي. أطلقها الحراك الشبابي الأردني ذيبان جنوب محافظة مأدبا وانضم إليها مواطنون غاضبون في 14 نوفمبر 2012، وامتدت إلى معظم محافظات المملكة عقب قرار حكومة رئيس الوزراء الدكتور عبد الله النسور برفع الدعم عن المحروقات ورفع الأسعار للسلع الرئيسية بمعدلات غير مسبوقة بسبب العجز في الميزانية، والمديونية العالية.
ويرى المتظاهرون أن السبب الحقيقي للعجز في اقتصاد البلاد هو الفساد، وطالبوا بالعدول عن قرار رفع الأسعار ومحاكمة الفاسدين واسترجاع المال العام. وقد شهدت بعض المحافظات عصيان مدني وشغب، واُعلن في عمّان اضراب عام، كما اعلنت نقابة المعلمين والمحامين الإضراب أيضا.
ولقد أطلق ناشطون سياسيون هذا الاسم على الاحتجاجات تيمناً بهبة شعبية مماثلة هي هبّة نيسان والتي وقعت في 15 نيسان / أبريل 1989 اثر ظروف مشابهة، إلاّ أن سقف الشعارات فيها تجاوز الكثير من المطالب السابقة بإصلاح النظام، وطال بعضها رأس النظام نفسه الملك عبد الله الثاني، مناديا بإسقاطه.

## تسلسل الأحداث
بعد دخول الأردن حالة من الاحتقان الاقتصادي والسياسي منذ بداية عام 2011، والآف المسيرات المطالبة بالإصلاح الفوري وتجنب البلاد عواقب ماحدث في دول الجوار، قرر العديد من الحراكات تصعيد الاحتجاج ضد سياسات النظام بعد قرار حكومة رئيس الوزراء الدكتور عبد الله النسور برفع الدعم عن المحروقات ورفع الأسعار للسلع الرئيسية بمعدلات غير مسبوقة، حيث تشهد المملكة هذه الفترة ظروف اقتصادية سيئة وعجز بالموازنة فاق 4 مليارات دولار ولعدة أسباب، أهمها انقطاع الغاز المصري الذي تعتمد عليه المملكة بشكل كبير في توليد الطاقة، بالإضافة إلى الأزمة المالية العالمية، وشبه انقطاع في المساعدات العربية التي وعدت بها دول الخليج للأردن.

رئيس الوزراء في مقابلة على شاشة التلفزيون الأردني يشرح حيثيات قرار رفع الأسعار الذي تسبب بالتظاهرات الغاضبة.

وقد اجتمعت الحراكات الشبابية والشعبية في يوم إصدار القرار - أي الأربعاء 14 نوفمبر/ تشرين الثاني 2012 في عمّان، وقيّمت الوضع الحراكي وحالة الثورة الشعبية التي شهدتها البلاد، واتفقت على الدعوة والمضي بطريق الحراك الشعبي التصاعدي كما دعت المواطنين للاستمرار في اعتصاماتهم واضرابهم الممتد عبر رقعة البلاد والمشاركة في الحراك على دوار الداخلية في عمّان وأماكن أخرى، كما دعت المواطنين في كل المدن والقرى والبوادي والمخيمات والمناطق للنزول إلى الشوارع في ذات الوقت أيضا. هذا وقد وضعت الحراكات الخيارات الممكنة للتعامل مع كل السناريوهات القادمة المتوقعة وشكلت لجنة ازمة لادارة الحدث.

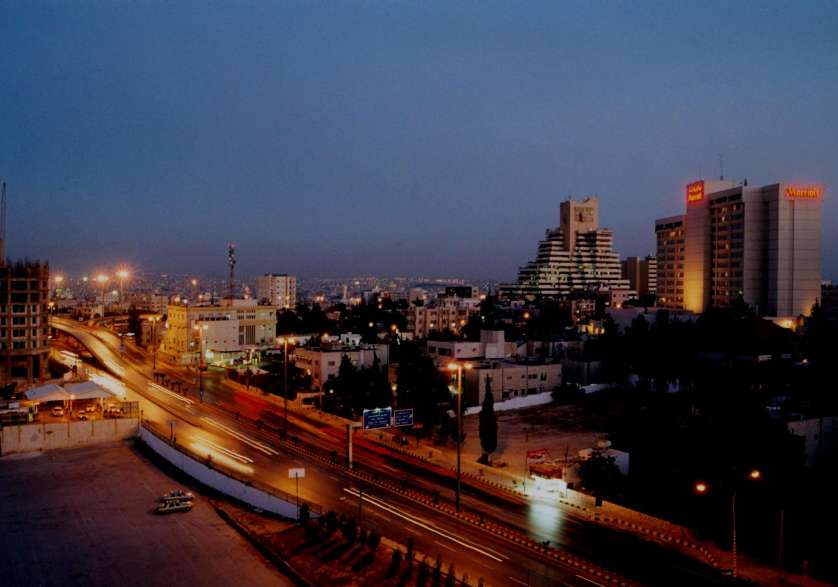
دوار الداخلية (ميدان جمال عبدالناصر) في عمّان، أحد النقاط الرئيسية لإحتجاج الحراك الشبابي.

متظاهرون أردنيون غاضبون في جبل الحسين، عمّان.

عشرات الآلاف من المتظاهرين أمام المسجد الحسيني في وسط البلد، عمّان يوم الجمعة 16 نوفمبر 2012.

بالمقابل أطلقت قوات الدرك الغاز المسيل للدموع بكثافة على المعتصمين بالقرب من دوار الداخلية في عمّان (أحد مراكز الحراك)، كما حدثت اصطدامات في مدن أخرى أهمها إربد والكرك والزرقاء ومعان والسلط والطفيلة ومادبا وذيبان وعجلون وناعور والعقبة، بعد وقوع أحداث شغب لمنع المحتجين من التجمهر وقامت بتفريقهم برش المياه والغاز المسيل للدموع مما أدى إلى حدوث حالات اختناق واغماء بين المتظاهرين، وردد المحتجون أسماء الفاسدين وهتافات غاضبة، حيث سادت حالة من الاستنفار الأمني في هذه المناطق وكر وفر بين الدرك والمحتجين. وفرضت الأجهزة الأمنية طوقا أمنيا في محيط دوار الداخلية في عمّان، لمنع المحتجين الذين تجمعوا بالعشرات بالقرب من المنطقة في محاولة لبدء تنفيذ اعتصام ضد رفع أسعار المحروقات. وقد نتج عن هذا الصدام، العديد من الاعتقالات والإصابات بعضها خطير، كما ظهرت بعض عمليات قطع الطرق والتخريب بالممتلكات الخاصة والعامة قام بها بعض المواطنين الغاضبين الذين انضموا للتظاهرات بشكل عفوي.
سقف المطالب
وصل سقف المطالب للمتظاهرين إلى مستوى غير مسبوق طيلة الأشهر الفائتة من الإحتجاجات الأردنية، تجلّى بمطالبة البعض بتأميم ثروات البلاد، والمطالبة بالجمهورية وإنهاء الملكية وإسقاط النظام. بالإضافة إلى ذلك، بقيت شعارات استرداد المال العام ومحاكمة الفاسدين والإصلاح السياسي من أهم المطالب التي رددها معظم المتظاهرين الغاضبين. كما اُعلن في بعض المظاهرات العصيان المدني.
اعتقالات
شنت الأجهزة الأمنية الأردنية حملة اعتقالات في صفوف قيادات الحراك الشعبي بعد انتهاء الفعاليات المقامة في جميع محافظات المملكة. يذكر أن مدير الأمن العام الفريق أول حسين هزاع المجالي أكد خلال مؤتمر صحفي أن عدد المعتقلين بلغ 158 خلال اليومين الأولين من انطلاق هبة تشرين.
إضرابات
أعلنت نقابة المعلمين إضرابا عاما يوم الأحد 18 نوفمبر يشمل جميع المدارس في محافظات المملكة كافة، كما اكد رئيس اللجنة الوطنية لنقابة المعلمين مصطفى الرواشدة على استمرار اضراب المعلمين، مشيرا إلى أن النقابة ستتجه إلى التصعيد من خلال تنفيذ اعتصام حاشد امام رئاسة الوزراء. وقد بلغت نسبة الإضراب 70%، وشكلت محافظة معان النسبة الأكبر في الإضراب، حيث وصلت إلى 90%، أما النسبة الأقل، فكانت في محافظة الزرقاء إذ تراوحت بين 40% -45%.
من جهة أخرى، أعلنت نقابة المهندسين ونقابة المهندسين الزراعيين إضرابا ليوم واحد، كما أعلنت نقابات أخرى إضرابات جزئية لساعات.

## موقف المعارضة
في لقاء جمع بين نائب رئيس الوزراء الأردني والحركة الإسلامية المعارضة، ربطت الحركة قرار وقف الحراك والتحريض عليه بتراجع الحكومة عن قرار تحرير أسعار المشتقات النفطية واجراء الإصلاحات الدستورية ولا سيما تعديل المواد 34 و35 و 36 من الدستور والمتعلقة بصلاحيات الملك والغاء الانتخابات النيابية وتغيير قانونها الحالي. يُشار إلى أن تواجد أنصار الحركة لايزال ضئيلا بالمقارنة بحجم التظاهرات. بالمقابل، أعلنت عدة أحزاب يسارية (منها الحزب الشيوعي الأردني) تجميد قرارها بالمشاركة في الانتخابات النيابية القادمة لحين تراجع الحكومة عن قرارات رفع الدعم عن المشتقات النفطية. كما أكد حزب الوحدة الشعبية اليساري المعارض ان أعدادا كبيرة ممن يهتفون باسم الولاء والانتماء للنظام قاموا ليل الجمعة 16 نوفمبر بمهاجمة مقر الحزب في جبل الحسين نتيجة لمشاركة أعضاءه في الحراك. وقال الحزب ان الهجوم تم بتسهيل وتواطئ من قوات الدرك التي تتمركز على بعد أمتار من المقر.
من جهة أخرى، طالبت مسيرة جماهيرية حاشدة دعت إليها الجبهة الوطنية للإصلاح، التي يرأسها رئيس الوزراء الأسبق أحمد عبيدات في منطقة جبل الحسين بعمان، بالإصلاح ورحيل الحكومة. ورفع المشاركون في المسيرة التي انطلقت الجمعة 30 نوفمبر بعد صلاة الجمعة وشارك فيها الآلاف، شعارات تطالب بإسقاط قرار رفع أسعار المحروقات، والدعوة للإفراج عن الموقوفين، وضرورة التزام الحكومات بإستراتيجية واضحة للإصلاح ومعالجة ما آلت اليه البلاد وإعادة النظر في قوانين الانتخاب والأحزاب والمطبوعات والنشر وقانون محكمة أمن الدولة، والغاء اتفاقية وادي عربة.

## موقف الحكومة
رد مسؤولون من النظام على الانتقادات الموجهة إلى الحكومة بعدم تلبية مطالب المتظاهرين، بالتذكير أن الإصلاحات بدأت في الأردن عام 1989، حين كانت المنطقة لا تعرف بعد أي شيء عن الإصلاحات. وأوضحوا أن الأردن فتح في حينها الباب أمام حرية الأحزاب وحرية الصحافة والانتخابات العامة، وأشاروا إلى أن الإصلاحات شملت إنشاء المحكمة الدستورية ولجنة خاصة للإشراف على الانتخابات، كما أن القضاء أصبح مستقلا بالكامل عن الحكومة. أما من حيث حرية التعبير والصحافة، فيؤكدون أنها موجودة، على الرغم من إبداء ملاحظات عليها. كما أن الحكومة والجهات المعنية تتعامل مع المظاهرات على أساس أن من حق أي مواطن أن يتظاهر وأن يطالب بحقوق وإصلاحات.
من جهة أخرى، أكد رئيس الوزراء الأردني أنه لا يمكن العودة مطلقاً عن قرار رفع أسعار المشتقات النفطية لأن البديل أسوأ. وقال عبدالله النسور إن ثلثي الشعب الأردني لن يمسوا مادياً، مشيراً إلى أن الحكومة سوف تقدم دعماً مادياً للطبقات الفقيرة والمتوسطة بما يزيد عن مقدار الرفع. كما حذر بعض من أحزاب المعارضة من إستغلال الظروف التي تمر بها البلاد في تمرير أهدافها الخاصة. كما أكد النسور أن المظاهرات الأخيرة التي قامت في البلاد «عمل ديمقراطي» لا يقلق الحكومة، وهو دليل على حيوية الشعب الأردني وثقته بنفسه، وأشار النسور، أن تجاوز السقف الطبيعي للعمل الديمقراطي «أمراً ليس بحميد»، لافتاً أن الشعب الأردني مرعوب مما حدث في الدول العربية التي أصابها البلاء، وهو بدوره لا يريد أن يقفز قفزة في المجهول. وأكد رئيس الوزراء، أن الأردن بلد ديمقراطي يؤمن بحق التعبير عن الرأي والاعتراض، مشيراً إلى أن سلسلة الاعتقالات الأخيرة جاءت نتيجة لعمليات الشغب وتخريب الممتلكات، لا التعبير عن الرأي والمطالبة بإسقاط النظام، بدلالة عدم وجود معتقل سياسي واحد في السجون الأردنية في أي وقت سابق.

## التغطية الإعلامية
الإعلام المحلي
شكلت الحراكات الشعبية والشبابية فريقاً إلكترونياً خاص بـ هبة تشرين على موقع التواصل الاجتماعي فيس بوك عبر الرابط التالي: www.facebook.com/H.teshreen
و سيطرت أحداث الشغب والعنف التي رافقت الاحتجاجات على الصحف اليومية الأردنية الرسمية وشبه الرسمية والمستقلة، وفي حين حاولت بعضها إرسال رسائل التحذير من الانزلاق للفوضى، بعثت أخرى انتقادات للحكومة لغيابها عن المشهد منذ إعلان رئيس الوزراء قرار رفع أسعار المحروقات الذي تلته الاحتجاجات الواسعة وغير المسبوقة في البلاد.
الإعلام العالمي
برز الأردن خلال الأيام الأولى للهبة بين العناوين الأولى في وسائل الإعلام ووكالات الأنباء العالمية، وعلى وجه الخصوص في تغطيتها للأعمال الاحتجاجية وأعمال الشغب التي شهدتها المحافظات والمدن الأردنية إثر قرار الحكومة برفع الدعم عن المشتقات النفطية. وكالة رويترز للأنباء، ذكرت في تقرير لها، أن الأردن “المدعوم من الغرب”، أصبح عرضة للاضرابات بعد تفاديه طويلا لانتفاضات الربيع العربي. وأشار التقرير إلى أن الحكومة الأردنية قررت رفع الدعم خوفا من خطر الإفلاس، وكخطوة لضمان الحصول على قرض بقيمة ملياري دولار من صندوق النقد الدولي وتفادي انهيار اقتصادي. وكالة سي إن إن الأمريكية، أشارت إلى حالة الهدوء الحذر التي خيمت صباح يوم الخميس على محافظات الأردن، “عقب ليلة عنيفة شهدت عدة مواجهات في 12 منطقة جغرافية”. ونقلت الوكالة في تقرير لها عن سياسيين بارزين وصفهم الاحتجاجات “بالانتفاضة” الشعبية”، محذرين من استمرار الوضع الأمني المتفجر. كما تناولت صحيفة واشنطن بوست الأمريكية الأحداث في الساحة الأردنية، حيث أكدت الصحيفة أن موجة من الاضطرابات هددت خلال اليومين الماضيين المملكة “الحليفة للولايات المتحدة”.

## ردود الفعل الدولية
- الولايات المتحدة - أكدت وزارة الخارجية في تصريح لها بأنها تتمنى من المتظاهرين الأردنيين بأن تبقى احتجاجاتهم سلمية، وإنها تؤيد خارطة الطريق التي يقودها الملك عبد الله الثاني من أجل الإصلاح.[46]

## وصلات خارجية
- رئيس الوزراء في مقابلة على التلفزيون الأردني يشرح حيثيات قرار رفع الأسعار الذي تسبب بالتظاهرات الغاضبة. على يوتيوب
- الحراك الشبابي الأردني على فيسبوك. هبة تشرين 2012  على فيسبوك.
- صفحة هبّة تشرين على فيسبوك.  على فيسبوك.
- صور تفريق الدرك للمتظاهرين بجبل الحسين بالغازات المسيلة للدموع.
- مؤتمر صحفي لمدير الأمن العام الأردني عن أعمال التخريب وقطع الطرق التي صاحبت التظاهرات.
- مظاهرة لعشرات الالاف في وسط البلد، عمّان - الجمعة 16\11\2012